# Dylan Deschamps
Dylan Deschamps (12 dicembre 2002) è uno sciatore freestyle canadese.

## Palmarès

### Coppa del Mondo
- Miglior piazzamento nella Coppa del Mondo generale di freestyle: 31º nel 2024
- 3 podi:
  - 1 vittoria
  - 2 terzi posti

#### Coppa del Mondo - vittorie
| Data            | Località | Paese    | Specialità |
| --------------- | -------- | -------- | ---------- |
| 19 ottobre 2023 | Coira    | Svizzera | BA         |

Legenda:

BA = Big air